# 韩杰才
韩杰才（1966年3月—），四川巴中人，中国共产党党员、中国民主建国会会员，中国复合材料和光学材料专家，哈尔滨工业大学校长、教授，中国科学院院士。

## 生平
1981年，时年15岁的韩杰才高中毕业于巴中市恩阳中学，1985年本科毕业于哈尔滨科学技术大学机械工程二系，同年免试入哈尔滨工业大学材料学院攻读硕士学位，1988年和1992年先后获得哈尔滨工业大学硕士、博士学位。
1988年硕士毕业后，留在哈尔滨工业大学任教，1995年破格晋升为教授，1996年任哈尔滨工业大学航天学院副院长，1999年任航天学院院长。
2007年9月，出任哈尔滨工业大学副校长。2019年3月，升任哈尔滨工业大学常务副校长（正局级）。2021年7月，升任哈尔滨工业大学校长（副部长级）。

## 荣誉
2007年，获得“国家杰出青年科学基金”资助。
2015年，当选为中国科学院院士。